# Szczecinek
Szczecinek (uitspraakⓘ, Duits: Neustettin) is een stad in het Poolse woiwodschap West-Pommeren, gelegen in de powiat Szczecinecki. De oppervlakte bedraagt 37,16 km², het inwonertal 38.977 (2010). De stad fungeert als het bestuurscentrum van de landgemeente Szczecinek (gmina Szczecinek), waartoe ze zelf niet behoort.

## Verkeer en vervoer
- Station Szczecinek

## Partnersteden
- Bergen op Zoom - Nederland
- Neustrelitz - Duitsland
- Noyelles-sous-Lens - Frankrijk
- Söderhamn - Sweden

## Geboren
- Jakub Moder (1999), voetballer

Stadsdistricten: Szczecin · Koszalin · Świnoujście

Districten:
Białogard · Choszczno · Drawsko Pomorskie · Goleniów · Gryfice · Gryfino · Kamień · Kołobrzeg · Koszalin · Łobez · Myślibórz · Police · Pyrzyce · Sławno · Stargard · Szczecinek · Świdwin · Wałcz

Grootste steden:
Białogard · Goleniów · Gryfino · Kołobrzeg · Koszalin · Police · Stargard · Świnoujście · Szczecin · Szczecinek · Wałcz